# Comuna Saksahan, Peatîhatkî
Saksahan (în ucraineană Саксагань) este o comună în raionul Peatîhatkî, regiunea Dnipropetrovsk, Ucraina, formată din satele Ciumakî și Saksahan (reședința).

## Demografie
Componența lingvistică a satului Saksahan
     Ucraineană (91,6%)
     Rusă (7,48%)
     Alte limbi (0,45%)
Conform recensământului din 2001, majoritatea populației satului Saksahan era vorbitoare de ucraineană (91,6%), existând în minoritate și vorbitori de rusă (7,48%).